# Дорошенкове (Шосткинський район)
Дороше́нкове — село в Україні, у Дружбівській міській громаді Шосткинського району Сумської області. Населення становить 11 осіб.

## Географія
Село Дорошенкове знаходиться біля витоків річки Кремля, нижче за течією на відстані 0,5 км розташоване село Палащенкове. Поруч проходить автомобільна дорога Т 1915.
Біля села знаходиться об'єкт природно-заповідного фонду - гідрологічний заказник місцевого значення Дорошівський.

## Історія
Було родовим гніздом гетьманів України Михайла та Петра Дорошенків.
В ньому також народився Петро Якович Дорошенко (1857-1919) - історик, бібліограф, лікар, громадський і політичний діяч.
На сьогодні в народі ще живе пам’ять про поміщицький маєток та чудовий сад біля нього.
12 червня 2020 року, відповідно до Розпорядження Кабінету Міністрів України № 723-р «Про визначення адміністративних центрів та затвердження територій територіальних громад Сумської області» увійшло до складу Дружбівської міської громади.
19 липня 2020 року,  в результаті адміністративно-територіальної реформи та ліквідації Ямпільського району, село увійшло до Шосткинського району.

## Уродженці
- Дорошенко Петро Якович (1858, хутір Дорошенків Глухівського повіту Чернігівської губернії (нині село Дорошенкове) — 1919) — історик, бібліограф, лікар, громадський і політичний діяч.